# Samica (Buchreihe)
Samica ist eine seit 2014 an der Albert-Ludwigs-Universität Freiburg herausgegebene, mehrsprachige und interdisziplinär angelegte wissenschaftliche Schriftenreihe mit Beiträgen zu den Sprachen, Literaturen und Kulturen in Sápmi. Herausgeber sind der Literaturwissenschaftler Thomas Mohnike an der Universität Straßburg und die Linguisten Michael Rießler und Joshua Wilbur an der Universität Freiburg.

## Geschichte und Profil

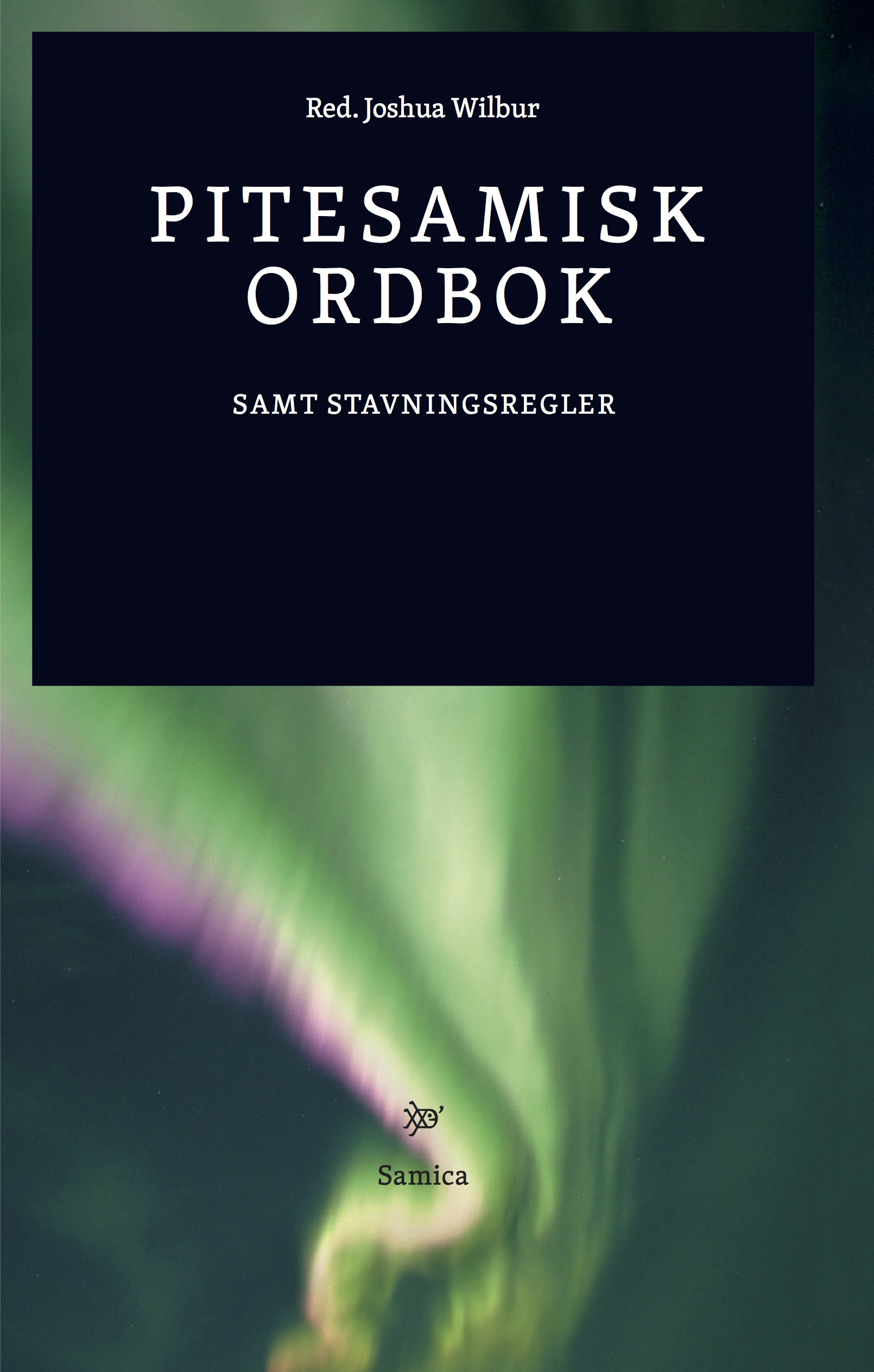
Samica, Band 2

Die Buchreihe wurde 2014 als Nachfolger der Kleinen saamischen Schriften gegründet. Wie ihr Vorgänger wendet sich Samica an ein Publikum, das an einem breiten Themenkreis rund um die Samischen Studien interessiert ist. In der Reihe erscheinen Beiträge zu den saamischen Sprachen und Literaturen und zur saamischen Kulturwissenschaft sowie Lehrmaterialien und literarische Texte im Original oder in Übersetzung. Die Ausstattung der Reihe sowie das Logo wurde vom Designer Philipp von Rohden gestaltet; als Satzschrift wird Skolar des Gestalters David Březina verwendet.
Unterstützt wird die Reihe finanziell von den nordischen Staaten (z. B. durch FILI and NORLA), redaktionell von Mitarbeitern in Freiburg und Straßburg sowie ihren Autoren und Übersetzern.
Die Herausgeber der bisher erschienenen Bände sind zum Teil identisch mit den Reihenherausgebern oder wurden in Zusammenarbeit mit externen Autoren und Übersetzern herausgegeben. Band 1 (Grüße aus Lappland) ist die deutsche Übersetzung eines Textes von Nils-Aslak Valkeapää und hatte seine Premiere im Zusammenhang mit Finnlands offiziellem Auftritt als Gastland der Frankfurter Buchmesse 2014. Band 4 (Worte verschwinden / fliegen / zum blauen Licht) ist eine Anthology samischer Lyrik zwischen Tradition und Moderne in deutscher Übersetzung und den parallelen Originaltexten. Es handelt sich um das erste Werk seiner Art auf Deutsch. Band 5 (Johan Turi) ist die deutsche Übersetzung von Harald Gaskis und Gunnar H. Gjengsets Drama über das Leben von Johan Turi, das als Teil der Kunstausstellung HOUSE OF NORWAY im Herbst 2019 vom Beaivváš Sámi Našunálateáhter in Frankfurt aufgeführt wird. Beide Bücher wurden als Teil von Norwegens offiziellem Auftritt als Gastland der Frankfurter Buchmesse 2019 präsentiert.
Während die oben genannten Bücher literarische Texte repräsentieren, ist Band 2 (Pitesamisk ordbok) ein Beitrag zur Sprachplanung für Pitesamisch in Norwegen und Schweden und konnte in der Tat dazu beitragen, dass diese extrem kleine und vom Aussterben bedrohte Sprache offiziell als Schriftsprache anerkannt wurde.

## Bände
1. Nils-Aslak Valkeapää: Grüße aus Lappland (= Samica. Band 1). 1. Auflage. Skandinavisches Seminar der Albert-Ludwigs-Universität Freiburg, Freiburg 2014, ISBN 978-3-9816835-0-9 (180 S., finnisch: Terveisiä lapista. 1970. Übersetzt von Johanna Domokos).
2. Joshua Wilbur (Hrsg.): Pitesamisk ordbok : Samt stavningsregler (= Samica. Band 2). 1. Auflage. Skandinavisches Seminar der Albert-Ludwigs-Universität Freiburg, Freiburg 2016, ISBN 978-3-9816835-1-6 (schwedisch, 200 S.).
3. (noch nicht erschienen)
4. Johanna Domokos, Christine Schlosser, Michael Rießler (Hrsg.): Worte verschwinden / fliegen / zum blauen Licht. Samische Lyrik von Joik bis Rap. Übersetzt von Christine Schlosser (= Samica. Band 4). 1. Auflage. Skandinavisches Seminar der Albert-Ludwigs-Universität Freiburg, Freiburg 2019, ISBN 978-3-9816835-3-0 (484 S., Paralleltext in Samisch, Schwedisch, Russisch, Norwegisch, Finnisch bzw. Englisch).
5. Harald Gaski, Gunnar H. Gjengset: Johan Turi : Ein Bühnenstück mit einem Joik von Áilloš (= Samica. Band 5). 1. Auflage. Skandinavisches Seminar der Albert-Ludwigs-Universität Freiburg, Freiburg 2019, ISBN 978-3-9816835-4-7 (112 S., norwegisch (Nynorsk): Johan Turi. Oslo 2019. Übersetzt von Tatjana Krzemien, Anna-Sophia Mäder, Michael Rießler, teilweise Paralleltext in Nordsamisch).